# Sophia Foord
 (juin 2025).
Le contenu est difficilement compréhensible vu les erreurs de traduction, qui sont peut-être dues à l'utilisation d'un logiciel de traduction automatique.
 (juin 2025).
Pour les articles homonymes, voir Foord.
Sophia Foord (1802–1885) est une institutrice et abolitionniste américaine originaire de Dedham, dans le Massachusetts.

## Biographie
Sophia Foord est la fille de James Foord, greffier du comté de Norfolk. Elle vivait à proximité de James Richardson.
Elle a été la première personne à déposer de l'argent à la banque Dedham Savings.
Alors qu'elle vivait avec la famille Alcott à Concord, dans le Massachusetts, elle fit la rencontre de Henry David Thoreau. Bien qu'elle ait eu 15 ans de plus que lui, elle tomba amoureuse de lui,. Elle lui proposa le mariage, mais il refusa,. Elle eut des sentiments pour lui pendant de nombreuses années, qu'elle évoquerait dans des lettres à Louisa May Alcott 
Sophia Foord a passé les dernières années de sa vie à Dedham avec sa sœur, Esther. Elle est décédée en 1885 et a été enterrée au cimetière de Brookdale.

## Carrière
Sophia Foord a enseigné à la Dedham Middle School (devenu ensuite Ames School) en 1833 avant de déménager à Northhampton, dans le Massachusetts, pour rejoindre l'Association transcendantale de l'éducation et de l'industrie de Northampton (Transcendentalist Northampton Association of Education and Industry). C'est probablement là qu'elle rencontra Amos Bronson Alcott, qui la convainquit de déménager à Concord, dans le Massachusetts, pour rejoindre une nouvelle école qui ne verra finalement jamais le jour. En 1845, elle vivait avec la famille Alcott à Hillside.
Ralph Waldo Emerson a été tellement impressionné par ses capacités d'enseignement qu'il l'a engagée pour instruire ses enfants.